# Ulica Jakuba Jaśkiewicza w Lwówku Śląskim
Ulica Jakuba Jaśkiewicza (daw. ulica Jeleniogórska, niem. Blücherstrasse oraz Hirschberger Strasse) – ważna ulica w Lwówku Śląskim, o długości 1300 m. Przebiega od południowej granicy miasta z wsią Mojesz i prowadzi aż do starego miasta w Lwówku Śląskim. Stanowi część głównej arterii komunikacyjnej Lwówka Śląskiego i dróg wojewódzkich 364 oraz 297.
Skrzyżowanie tej ulicy z ul. Stanisława Betleja uważane jest za jeden z najbardziej ruchliwych punktów miasta.

## Przebieg
Przyjmując, że aleja Wojska Polskiego zaczyna się od skrzyżowania z ul. Henryka Sienkiewicza i al. Wojska Polskiego, to droga krzyżuje się z ul. Ignacego Daszyńskiego, następnie z ul. Tęczową z prawej i 30 m dalej z ul. Stanisława Betleja z lewej. Na 240. metrze droga ta krzyżuje się z ul. Jana Kilińskiego z lewej i ul. Ogrodową z prawej. Na 700. metrze w prawo odchodzi ul. Polna, a 50 m dalej, z lewej ul. Graniczna. Ulica kończy się na 1300. metrze i droga prowadzi dalej przez miejscowość Mojesz.

## Historia
Do 1945 roku ulica nosiła niemieckojęzyczną nazwę Blücherstrasse oraz Hirschberger Strasse (ulica Gebharda Leberechta von Blüchera i ulica Jeleniogórska), ze względu na kierunek drogi w stronę Jeleniej Góry i bliską odległość od miejsca Drugiej bitwy nad Bobrem, gdzie Gebhard Leberecht von Blücher pokonał wojska Napoleona. Szeroka ulica zabudowana jest starymi, kilkupiętrowymi, zwartymi budynkami oraz domami wielorodzinnymi i wolnostojącymi.

### Ważne obiekty
- Hotel Piast (ul. Jakuba Jaśkiewicza 1) – najstarszy, wciąż działający hotel w Lwówku Śląskim
- Sąd Rejonowy w Lwówku Śląskim (ul. Jakuba Jaśkiewicza 12)
- Zarząd Melioracji i Urządzeń Wodnych (ul. Jakuba Jaśkiewicza 24)
- Zabytkowy dom z 1799 roku (ul. Jaśkiewicza 29[3])
- Szwajcaria Lwówecka – masyw skalny przy wyjeździe z miasta

### Przebudowa mostu
W 2009 roku przeprowadzono gruntowną przebudowę początkowej części ulicy Jakuba Jaśkiewicza. Przebudowa objęła położenie od nowa nawierzchni asfaltowej, renowację mostu drogowego nad rzeką Płóczka i wylanie chodników betonem.

## Kontrowersje
Kontrowersje wywołuje obecna nazwa ulicy. Na tabliczkach z nazwą ulicy, jak i na oficjalnym planie gminy Lwówek Śląski widnieje nazwa: ulica Jakuba Jaśkiewicza. W źródłach historycznych udało się odnaleźć poetę żyjącego i tworzącego w XVIII wieku, jednak nie do końca jest pewne, czy to on jest patronem tej ważnej ulicy w Lwówku Śląskim. Szczegółowe uzasadnienie nazwania ulicy powinno się znajdować w uzasadnieniu uchwały/zarządzenia nadającego nazwę. Niektórzy mieszkańcy wskazują obecną nazwę za błędną wynikającą z niechlujności urzędników i za poprawną uważają nazwę: ulica Nikifora Jaśkiewicza – majora i dowódcy 29 Pułku Piechoty (LWP).